# Greensburg (Pennsylvania)
Greensburg ist eine Stadt im US-Bundesstaat Pennsylvania und der County Seat des Westmoreland County. Das U.S. Census Bureau hat bei der Volkszählung 2020 eine Einwohnerzahl von 14.976 ermittelt. Sie liegt 30 Meilen südöstlich von Pittsburgh und ist ein wichtiges Geschäfts-, Wissenschafts-, Tourismus- und Kulturzentrum im Westen Pennsylvanias. Sie ist auch Hauptsitz des römisch-katholischen Bistum Greensburg.

## Geschichte
Nach dem Ende des Amerikanischen Unabhängigkeitskrieges wurde ein Gasthaus an einem Wagenweg gebaut, der sich von Philadelphia westlich über die Appalachen nach Fort Pitt, der heutigen Stadt Pittsburgh, erstreckte. Um das Gasthaus herum wuchs eine winzige Siedlung namens Newtown, die heute das Zentrum des Greensburger Geschäftsviertels an der Kreuzung von Pittsburgh und Main Street bildet. In Pittsburgh wurde der Planwagenweg zur Penn Avenue.
Newtown wurde 1785 zum Sitz des Westmoreland County, nachdem der ursprüngliche County-Sitz, Hannastown, bei einem Überfall von Seneca-Stämmen und kanadischen Rangern beschädigt worden war. Am 10. Dezember 1785 schlossen die Beamten des County einen Vertrag mit Christopher Truby und William Jack über den Kauf von zwei Acres Land in Newtown, um darauf öffentliche Gebäude zu errichten. Das erste Gerichtsgebäude und das Gefängnis waren ein einziges Gebäude, gebaut aus Holzstämmen und schweren Brettern. Das Gebiet um das Gerichtsgebäude wurde zu Greensburg („Greenesburgh“, wie es in einigen Dokumenten zu dieser Zeit genannt wurde). Es wurde nach dem amerikanischen Revolutionskriegsgeneral Nathanael Greene benannt. Greensburg wurde am 9. Februar 1799 formell als Borough gegründet und war damit die erste Gemeinde im County.
Im frühen 19. Jahrhundert hatte Greensburg ein sehr geringes Bevölkerungswachstum. Nach 1850 wurde Greensburg zu einer wachsenden Stadt mit Gasthäusern und kleinen Geschäften. Es war eine Eisenbahnhaltestelle und die Entdeckung großer Gebiete mit Weichkohle in der Nähe machte es zum Zentrum einer lebendigen Bergbauindustrie im späten 19. und frühen 20. Jahrhundert. Diese Industrie verlor mit der Zeit allerdings an Bedeutung.
Das Seton Hill College, ehemals St. Joseph’s Academy, wurde 1918 zu einer Frauenhochschule. Nach dem Zweiten Weltkrieg wurden weitere Wohngebiete in verschiedenen Teilen der Stadt entwickelt. Greensburgs kultureller Status wuchs, als das Westmoreland County Museum of Art 1959 eröffnet wurde und die Universität von Pittsburgh 1963 den Zweigcampus, University of Pittsburgh at Greensburg, gründete, der jetzt in Hempfield Township liegt.

## Demografie
Nach einer Schätzung von 2019 leben in Greensburg 14.113 Menschen. Die Bevölkerung teilt sich im selben Jahr auf in 90,3 % Weiße, 4,4 % Afroamerikaner, 1,0 % Asiaten und 4,2 % mit zwei oder mehr Ethnizitäten. Hispanics oder Latinos aller Ethnien machten 1,6 % der Bevölkerung von Johnstown aus. Das mittlere Haushaltseinkommen lag bei 42.058 US-Dollar und die Armutsquote bei 18,8 %.
| Bevölkerungsentwicklung Bei den Daten handelt es sich um Volkszählungsergebnisse. | Bevölkerungsentwicklung Bei den Daten handelt es sich um Volkszählungsergebnisse. | Bevölkerungsentwicklung Bei den Daten handelt es sich um Volkszählungsergebnisse. | Bevölkerungsentwicklung Bei den Daten handelt es sich um Volkszählungsergebnisse. | Bevölkerungsentwicklung Bei den Daten handelt es sich um Volkszählungsergebnisse. | Bevölkerungsentwicklung Bei den Daten handelt es sich um Volkszählungsergebnisse. | Bevölkerungsentwicklung Bei den Daten handelt es sich um Volkszählungsergebnisse. | Bevölkerungsentwicklung Bei den Daten handelt es sich um Volkszählungsergebnisse. | Bevölkerungsentwicklung Bei den Daten handelt es sich um Volkszählungsergebnisse. | Bevölkerungsentwicklung Bei den Daten handelt es sich um Volkszählungsergebnisse. | Bevölkerungsentwicklung Bei den Daten handelt es sich um Volkszählungsergebnisse. | Bevölkerungsentwicklung Bei den Daten handelt es sich um Volkszählungsergebnisse. | Bevölkerungsentwicklung Bei den Daten handelt es sich um Volkszählungsergebnisse. | Bevölkerungsentwicklung Bei den Daten handelt es sich um Volkszählungsergebnisse. |  |
| --------------------------------------------------------------------------------- | --------------------------------------------------------------------------------- | --------------------------------------------------------------------------------- | --------------------------------------------------------------------------------- | --------------------------------------------------------------------------------- | --------------------------------------------------------------------------------- | --------------------------------------------------------------------------------- | --------------------------------------------------------------------------------- | --------------------------------------------------------------------------------- | --------------------------------------------------------------------------------- | --------------------------------------------------------------------------------- | --------------------------------------------------------------------------------- | --------------------------------------------------------------------------------- | --------------------------------------------------------------------------------- |  |
| Jahr                                                                              | 1900                                                                              | 1910                                                                              | 1920                                                                              | 1930                                                                              | 1940                                                                              | 1950                                                                              | 1960                                                                              | 1970                                                                              | 1980                                                                              | 1990                                                                              | 2000                                                                              | 2010                                                                              | 2020                                                                              |  |
| Einwohner                                                                         | 6.508                                                                             | 13.012                                                                            | 15.033                                                                            | 16.508                                                                            | 16.743                                                                            | 16.923                                                                            | 17.383                                                                            | 17.077                                                                            | 17.588                                                                            | 16.318                                                                            | 15.899                                                                            | 14.892                                                                            | 14.976                                                                            |  |

## Bildung
In der unmittelbaren Umgebung von Greensburg befinden sich zwei Universitäten – die Seton Hill University und die University of Pittsburgh in Greensburg. Die Seton Hill University wurde 1885 von den Sisters of Charity auf einer Klippe mit Blick auf die Stadt Greensburg gegründet. Ehemals ein Frauen-College, wurde Seton Hill im Jahr 2002 zu einer koedukativen Universität. In den letzten Jahren hat Seton Hill begonnen, in die Innenstadt mit dem Bau von mehreren akademischen Gebäuden und einem Zentrum für darstellende Künste zu erweitern. Der Greensburg Campus der University of Pittsburgh wurde 1963 in der Innenstadt von Greensburg gegründet und wuchs später zu einem großen Campus in der nahe gelegenen Hempfield Township. Daneben befinden sich in Greensburg verschiedene private und staatliche Schulen.

## Infrastruktur
Die in Ost-West-Richtung verlaufende Schnellstraße U.S. Route 30 umgeht Greensburg im Süden, ebenso wie die Nord-Süd-Schnellstraße Pennsylvania Turnpike 66 im Westen.  Die Stadt verfügt über einen eigenen Bahnhof. Flugverbindungen gibt es am Pittsburgh International Airport und am Arnold Palmer Regional Airport östlich von Greensburg im nahe gelegenen Latrobe.

## Städtepartnerschaften
- Belize City, Belize
- Cercemaggiore, Italien

## Söhne und Töchter der Stadt
- James Clarke (1812–1850), Politiker
- Jacob Turney (1825–1891), Politiker
- Joseph Scott Wolff (1878–1958), Politiker
- Art Rupe (1917–2022), Musikproduzent, Musikverleger und Label-Gründer
- Tony Vaccaro (1922–2022), Fotograf
- Peggy King (* 1930), Sängerin
- Bruce Weber (* 1946), Fotograf
- Sheila Kelley (* 1961), Schauspielerin
- Bonnie Bianco (* 1963), Sängerin
- Rikki und Vikki Ikki (* 1981), Models
- Bridget Williams (* 1996), Stabhochspringerin

## Galerie

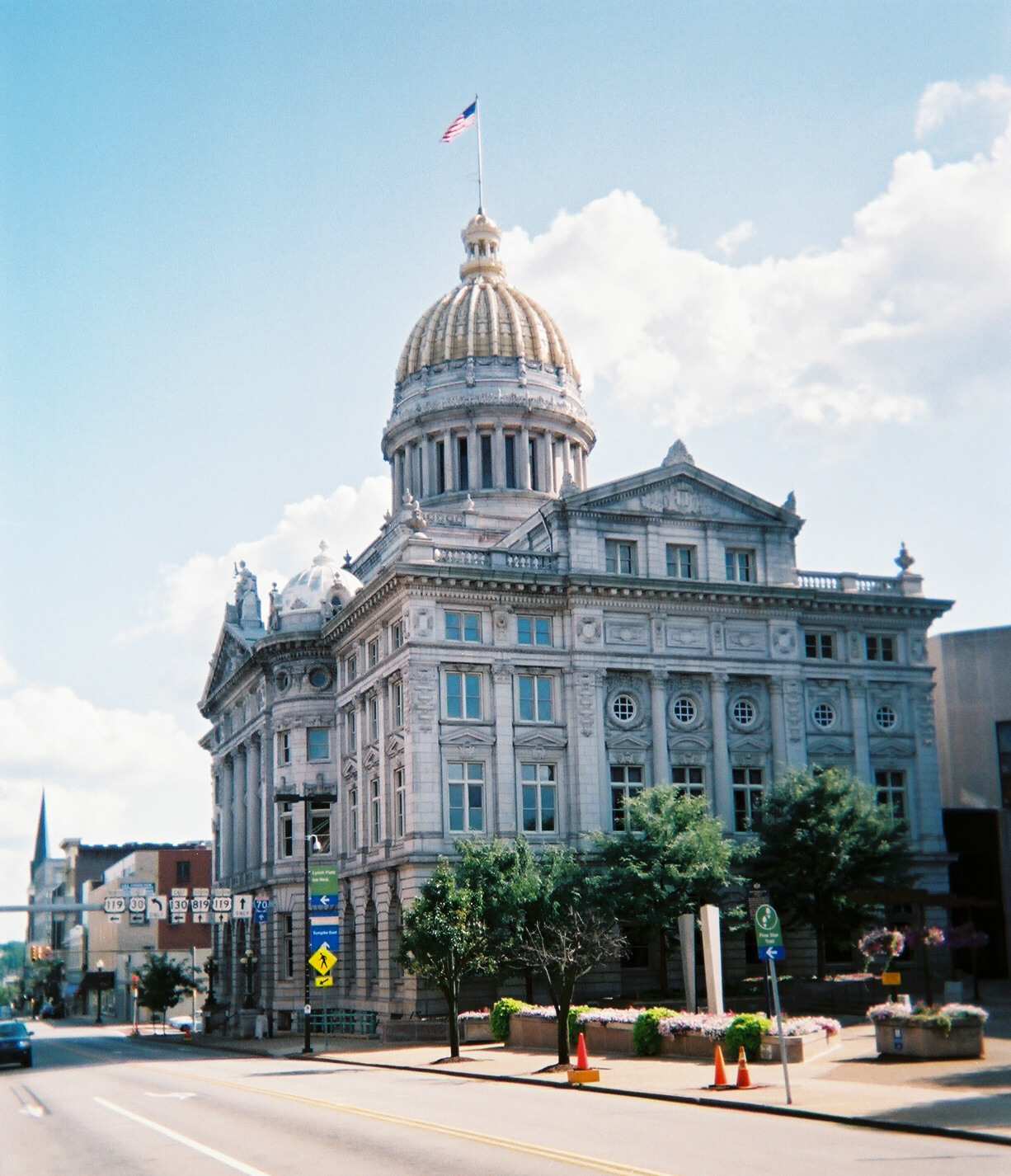
Westmoreland County Courthouse
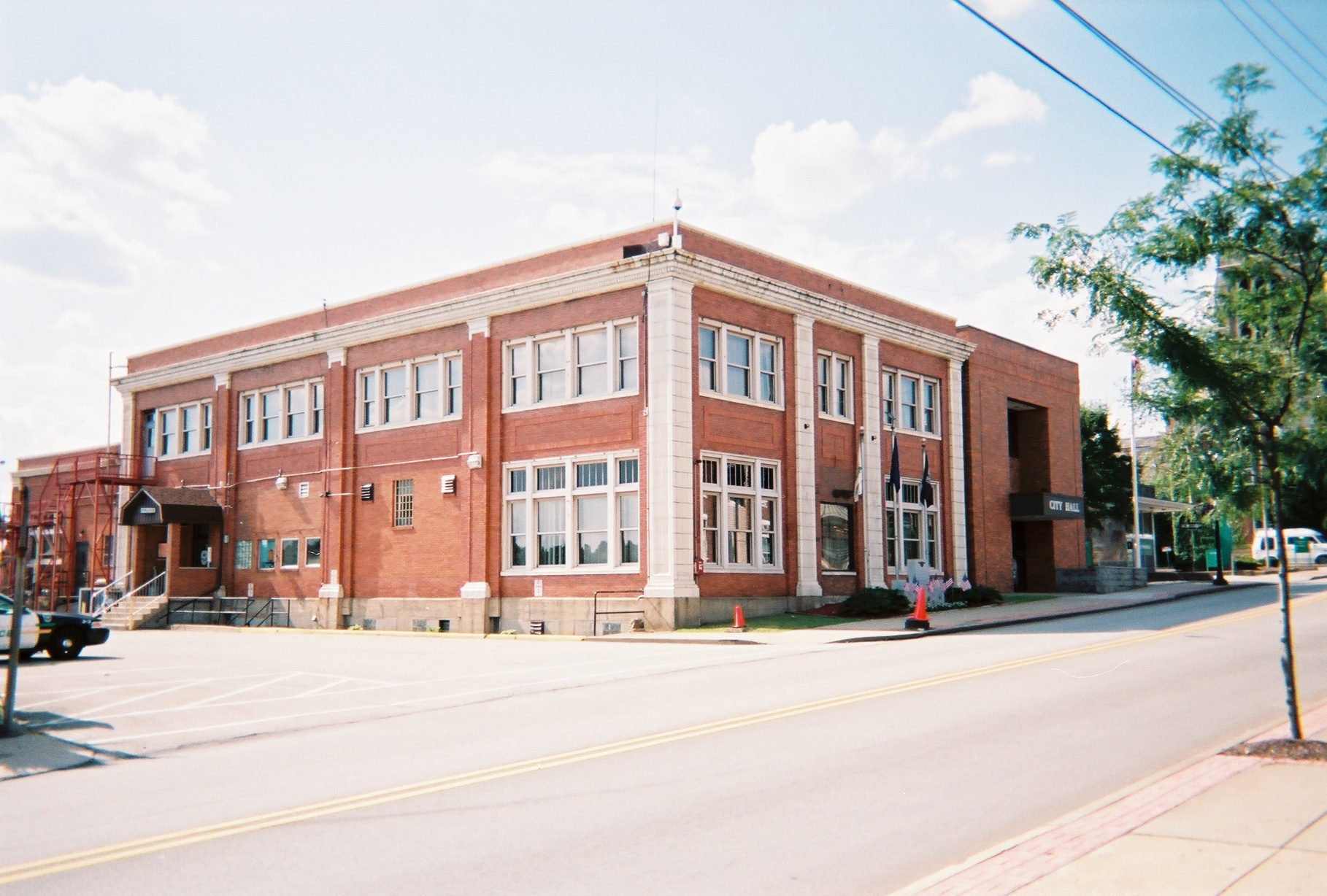
City Hall
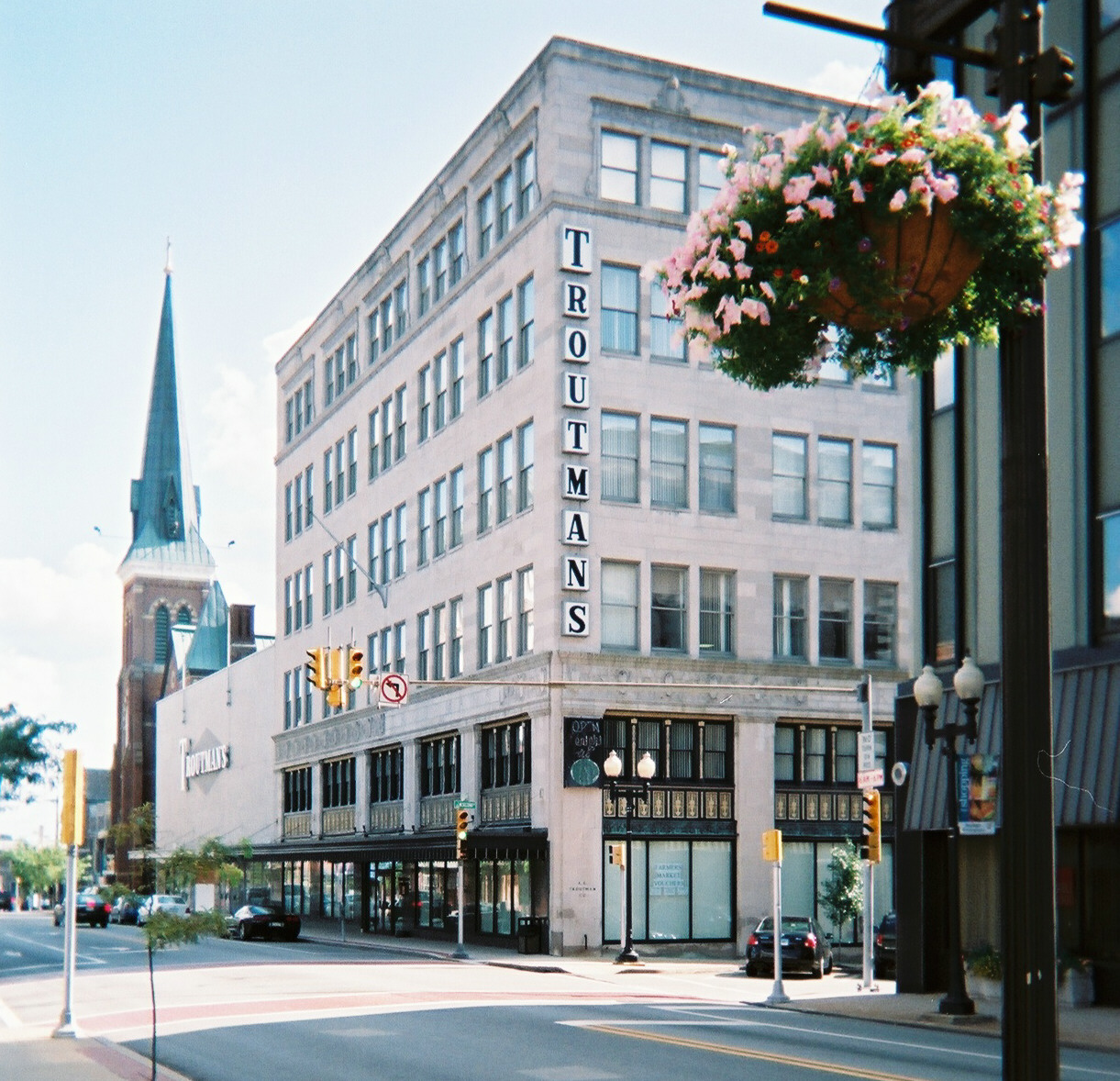
Stadtbild
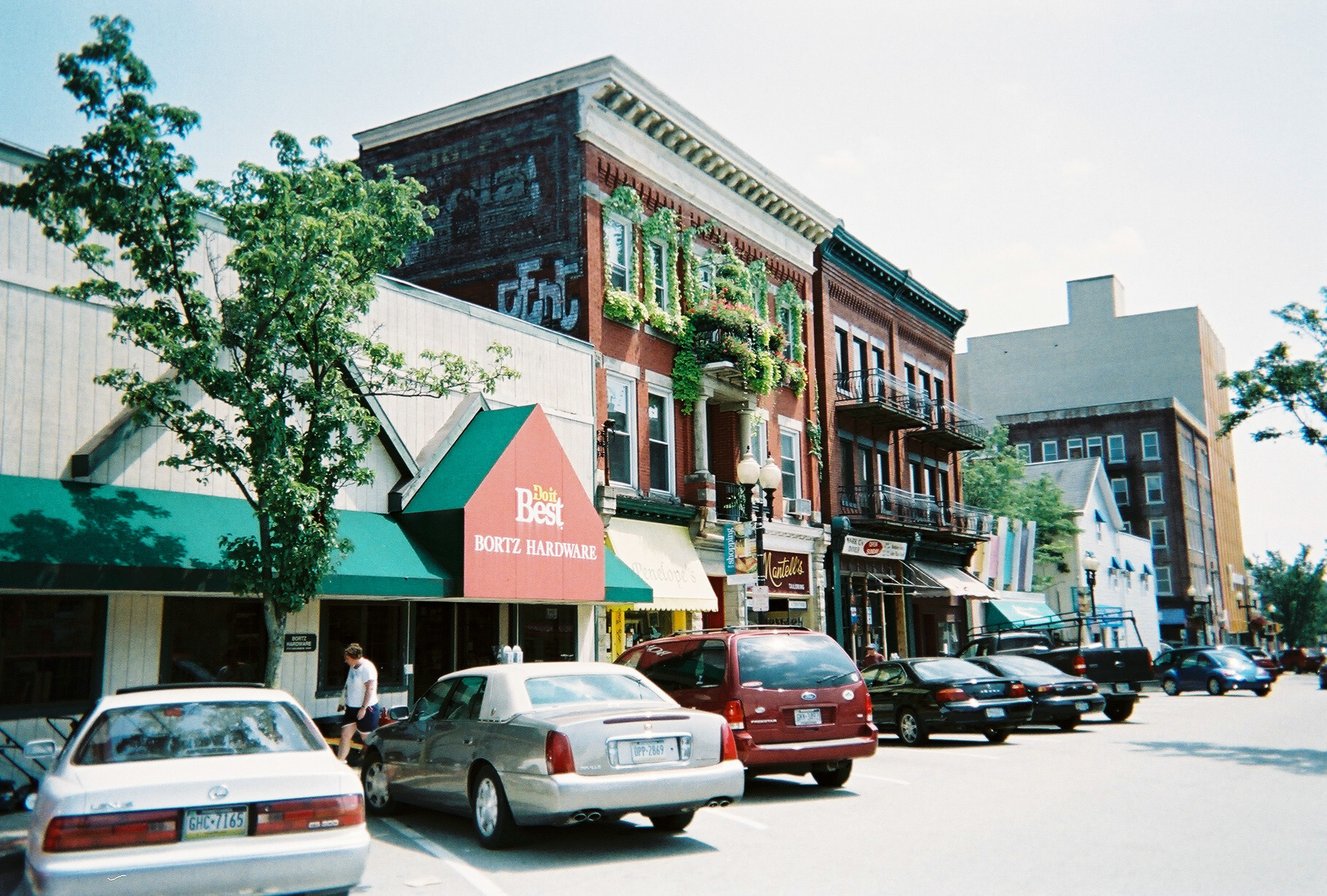
South Pennsylvania Avenue
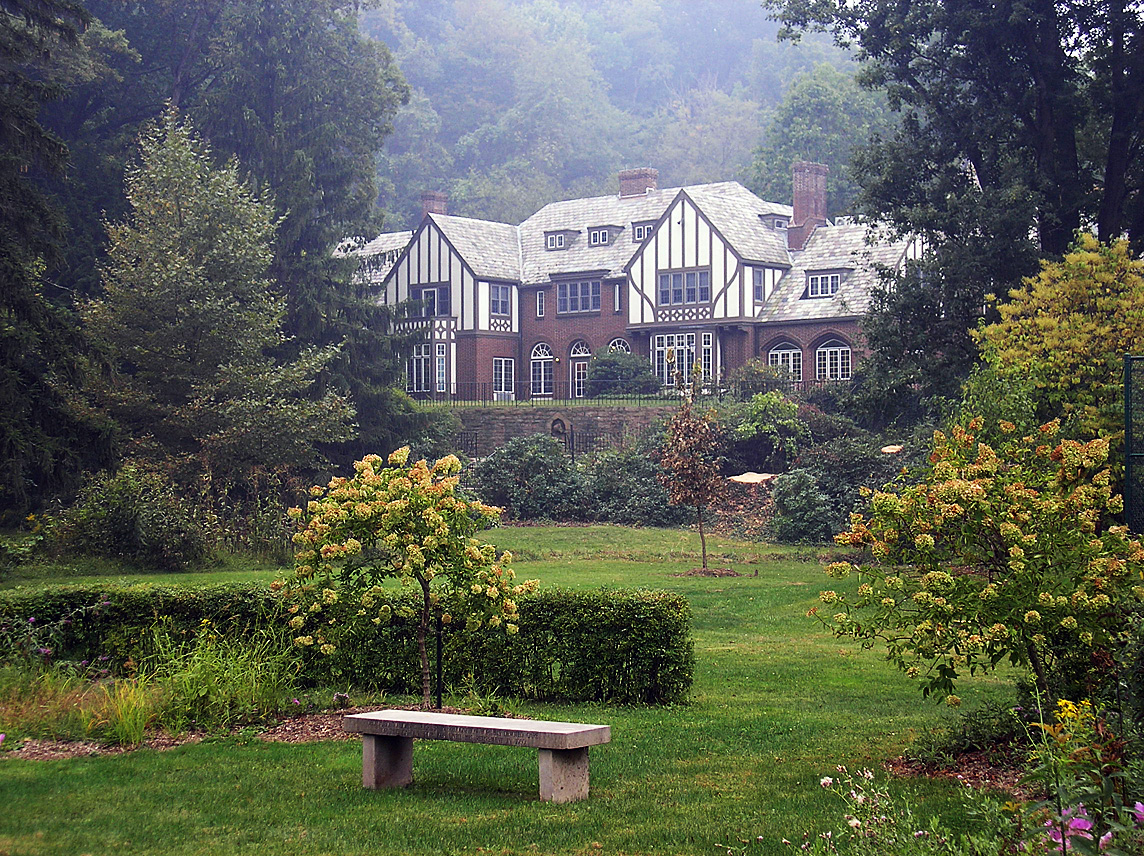
University of Pittsburgh at Greensburg
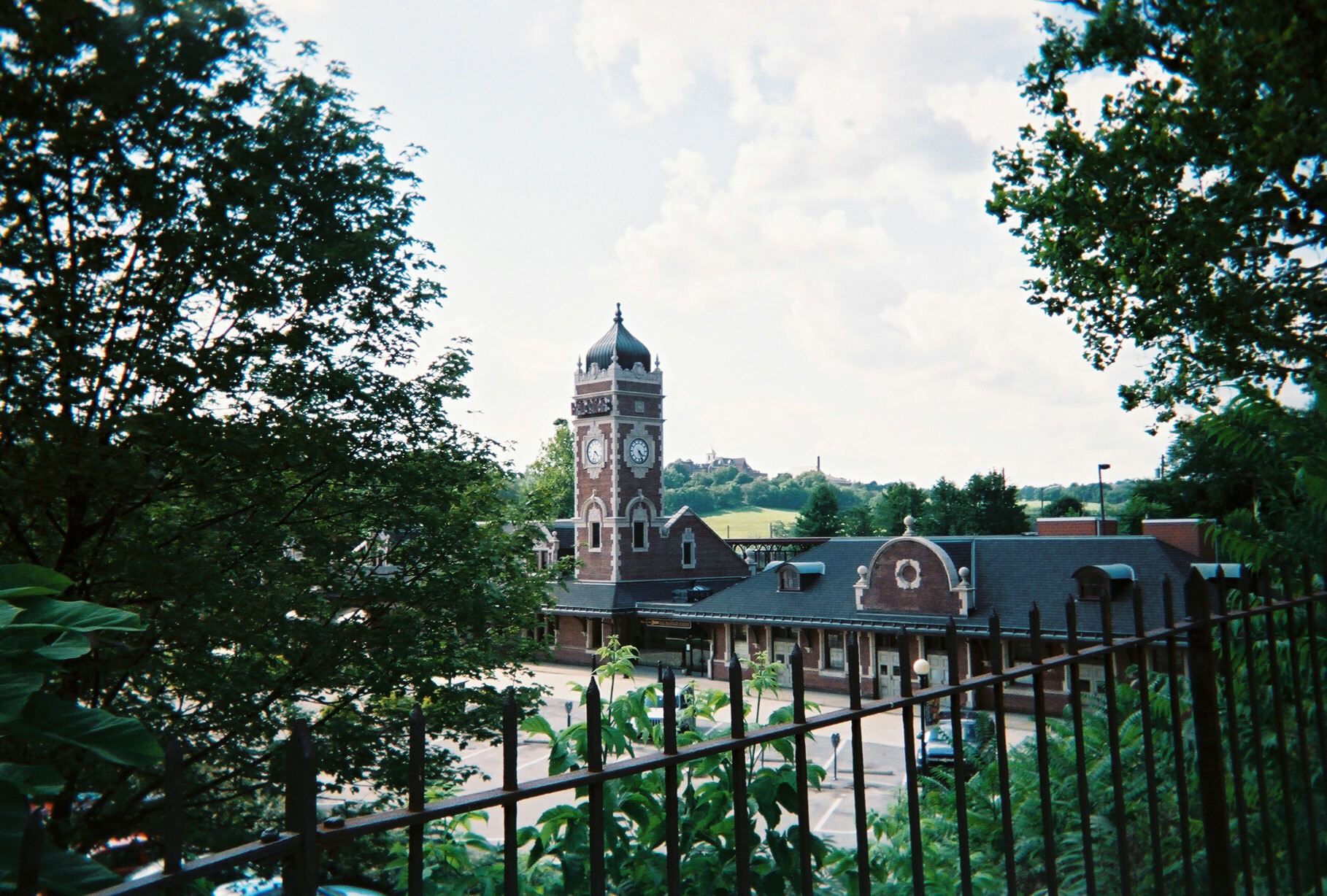
Bahnhof